# Kanton Saint-Pierre-3
Saint-Pierre-3 is een kanton van het Franse overzees departement Réunion. Het kanton maakt deel uit van het arrondissement Saint-Pierre.
Het kanton omvatte tot 2014 uitsluitend een deel van de gemeente Saint-Pierre.
Na de herindeling van de kantons door het decreet van 24 februari 2014, met uitwerking op 22 maart 2015, omvat het kanton:
- de gemeente Petite-Île
- een westelijk deel van de gemeente Saint-Joseph
- een oostelijk deel van de gemeente Saint-Pierre